# Cambarus brachydactylus
Cambarus brachydactylus är en kräftdjursart som beskrevs av Hobbs 1953. Cambarus brachydactylus ingår i släktet Cambarus och familjen Cambaridae. IUCN kategoriserar arten globalt som otillräckligt studerad. Inga underarter finns listade i Catalogue of Life.